# さくらひめこ
さくら ひめこ（別名:華美月（はなみずき） 1985年5月12日 - ）は、日本の元AV女優、元ストリッパー。
北海道出身。身長：155cm、スリーサイズ:バスト88cm、ウエスト59cm、ヒップ88cm。
旧芸名は星 桜百合（ほし さゆり）で、ストリップからAVへの転身を機に改名した。

## 略歴
2003年4月11日、星 桜百合の芸名で渋谷道頓堀劇場でストリッパーとしての初舞台を踏む。
後に、2003年12月25日、クリスタル映像からさくら ひめこの芸名で『ピュア in ハート HIMEKO』でAVデビュー。その後もストリップは同名で続けるが、2004年7月をもって舞台を去り、AV女優に専念することとなった。
2007年2月14日公式ブログ『華美月 hanamizuki's Diary』にて引退宣言。AV女優華美月としての活動を終了した。

## 作品

### アダルトビデオ
さくらひめこ 名義
- ピュア in ハート HIMEKO（2003年12月25日）※AVデビュー作
- Dear ～ひめこの詩～（2004年1月22日）
- コスプレ召使い　さくらひめこ（2004年2月10日）
- さくらひめこの　ねぇ、Hしょっ（2004年3月20日）
- GOGOハレンチ娘 さくらひめこ（2004年4月18日）
- feel さくらひめこ（2004年5月20日）
- 潮吹きFUCK G－7 PART9（2004年11月6日）
- 顔面シャワーエレクト10+4 Part27 （2004年12月17日）

※全作品クリスタル映像より発売、レンタル。
華美月 名義
2005年
- 愛しのクイ込みティーチャー（1月16日、メディアステーション）
- SweetMix（3月18日、メディアステーション）
- 宇宙企画COMBO!4時間 ヌレヌレ女教師編（5月27日、メディアステーション）他多数出演
- 美尻大学生 美尻の秘尻 06（10月12日、プレステージ）
- 宇宙企画 THE BEST EPISODE 2005（11月12日、メディアステーション）
- 奴隷女教師 華水月（12月21日、タカラ映像）

2006年
- 妄想スチュワーデス 痙攣!初アナル（1月2日、桃太郎映像出版）
- ［従順私設秘書］（1月5日、タカラ映像）他出演:松岡理穂、城崎めぐ
- 宇宙企画COMBO!4時間 ソープ&逆ソープ編（2月10日、メディアステーション）他多数出演
- Eros（3月19日、桃太郎映像出版）
- DEEP･INSIDE･HOLE!15（4月7日、桃太郎映像出版）オムニバス作品
- 華美月のアナルイキッパ!（5月2日、グローリークエスト）
- 巨乳家庭教師2 先生の巨乳がエロすぎて僕…ガマンできない（5月12日、隼エージェンシー）他出演:ひかる、飯沢もも、真鍋あや、遠山若菜、平山加奈
- ホテヘルを呼んでみたい あなたのために…（6月7日、桃太郎映像出版）他出演:富永ルナ、小峰由衣、椎名愛美、山本レナ
- 巨乳LOVE Ⅲ（6月12日、隼エージェンシー）他多数出演
- フェラコレ2006夏（6月12日 隼エージェンシー）他多数出演
- YOU MAY DREAM［有名◎夢］ 華美月（6月19日、エムズビデオグループ）
- Slave & Master 華美月（6月19日、桃太郎映像出版）
- 女だらけの変態あなる時間（6月19日、桃太郎映像出版）共演:姫宮ラム、舞野るあ、眞雪ゆん、春うらら、土屋ゆづき、泉まりん、森下さやか、藍山みなみ　監督:藍山みなみ
- フェラマニア 究極ヌき女優編（6月19日、桃太郎映像出版）他多数出演
- 巨乳強姦 無理やり犯された8人の巨乳（7月10日、隼エージェンシー）他7名出演
- オナニスト 第14章（7月10日、隼エージェンシー）他多数出演
- こだわりの手コキ 4時間SP 40人のハンドメイド（7月10日 隼エージェンシー）他39名出演
- Moelish メイド10人×男10人20P大乱交 絶対服従11P主人に群がるメイド10人（7月19日、桃太郎映像出版）他9名共演
- 腰を振る女 ver.5（8月30日、冒険ゴリラ）他出演:佐田絵里奈
- 服従イラマチオ　～モデルスカウト拉致監禁イラマ～（9月7日、タカラ映像）
- ザーメンをマンコとアナルでしぼり取るのが好きな痴女たち 美波さら×華美月（9月19日、D1（ドグマ））共演:美波さら
- パイパン露出6 全開放羞恥露出プレイ（10月13日、カルマ）
- 男の遊び場・ルポルタージュ 「立ちマン屋」潜入レポート（10月19日、桃太郎映像出版）
- こだわりの手コキ 4時間SP 2 40人のハンドメイド（11月11日、隼エージェンシー）他39名出演
- 天使さまっ 8（11月17日、ゴーゴーズ）
- 強制中出し 無理矢理中出しされた7人のギャル（11月19日、Mr.IMPACT）他6名出演
- 私は痴女 厚丸無恥（12月9日、クリスタル映像）他出演:安藤なつ妃、古内あいこ、大槻みなみ、流海、広瀬亜紀
- やっぱ!中出しでしょ5 *12人の中出し姫*（12月10日、隼エージェンシー）他11名出演
- オナニスト ［第十五章］（12月10日、隼エージェンシー）他多数出演
- 愛しのフェラチーオ5 17人のザーメン中毒（12月10日、隼エージェンシー）他16名出演
- 陵辱レズ調教 Vol.03（12月16日、マキシング）共演:ミュウ
- 美人ホステス・レズ調教 インモラル・レズビアン 1（12月19日、プラウド）共演:田中梨子
- 中出し@なんぱギャル（12月19日、Mr.IMPACT）他出演:さとう和香、相武梨沙、鈴木ありさ、岡田さな、陽多まり、楓はるか
- ソープの女神さまスーパーベスト 4時間（12月29日、メディアステーション）

2007年
- フェラコレ2007冬SP（1月13日、隼エージェンシー）他多数出演
- OLの皆さ～ん!美人仲居の私たちがお背中お流しします（1月18日、LADY×LADY）共演:企画女優5名
- 淫らなお姉さんは好きですかDX2（2月16日、クリスタル映像）他多数出演
- 4時間完全撮り下ろし!! 17人の口まんこフェラ痴オ（2月19日、桃太郎映像出版）他出演:立花里子、西田美沙、北沢亜美、星ありす、天衣みつ、宝月ひかる、綾乃梓 他多数
- 裏サービス 家庭教師派遣センター（2月28日、シャイ企画）他出演:滝沢優奈、@YOU、綾野みゆき
- 酔狂伝 9（3月3日、クリスタル映像）他出演:池野朋、熊田ありさ、安藤なつ妃、紺乃すず、水谷奈々、青山紗世、神山ミナ
- 巨乳・揺れ乳・乱れ乳!騎乗位スペシャル 4時間（11月23日、メディアステーション）

2008年
- 美人OL集団の極エロち○ぽ狩り（3月15日、ジェイモデル）共演:滝本沙耶香、飯田さやか、村田久美、竹内美希、若葉ひな、笠木あやか、真鍋あや
- 人気AV女優を男サウナに乱入させて逆痴漢（3月15日、アレックス）共演:笠木あやか、瀬名ゆうり、秋本由香里、佐々木渚紗、若葉ひな、長澤りか、青木瀬奈、藤沢ひな

美月沙也華 名義
- ポルチオエステサロン 6 ～驚愕の女体狂乱性感施術～（2006年9月21日、ベイビーエンターテイメント）

他多数出演。

### オリジナルビデオ
- 特命秘書 源氏飛鳥（2006年6月7日、ネクスタシー）監督:勝利一、 共演:三上翔子、浅川和恵、ナタリア・ツヴェトコヴァ、牧村耕次、竹本泰志　他